# Музей картоплі фрі
Музей картоплі фрі ( нід. Frietmuseum — музей в бельгійському місті Брюгге, присвячений історії картоплі і картоплі фрі .

## Історія
Музей був заснований в 2008 році  бельгійським підприємцем Едді ван Беллі (Eddy Van Belle), який раніше відкрив у Брюгге музеї шоколаду і домашнього освітлення ( Lumina Domestica )  . Натхнений популярністю цих своїх дітищ, ван Беллі вирішив відкрити ще й музей, присвячений картоплі фрі, тим більше що подібних музеїв в світі не існує  .
Музей розташований в будівлі готичної архітектури, збудованої в 1399 році. В різні часи будівля використовувалася як резиденція посла Генуї, приміщення гільдії ткачів, кафе, кінотеатр, банк і виставкова зала  .

## Експозиція
Музейна експозиція розділена на дві частини. Перший розділ розповідає про більш ніж десятитирічну історію картоплі: тут відвідувачі можуть дізнатися про розвиток картоплі як сільськогосподарської культури і про  її поширення  по всій Європі. Другий присвячений безпосередньо картоплі фрі - страви, популярної у всьому світі. У колекції музею знаходяться документи, картопля різних сортів, керамічний посуд, фотографії, пов'язані з історією картоплі фрі. Особливий інтерес представляють машини, що застосовують при вирощуванні картоплі, зборі врожаю, сортуванні бульб. У музеї експонуються також твори образотворчого та прикладного мистецтва з бельгійських бістро і колекція ретро-фритюрниць.
На першому поверсі експозиція про історію картоплі, яка виникла в Перу і Чилі 15 000 років тому і  історіію фрі і як вони прийшли до Бельгії. Все це показано в статтях, фотографіях, фільмах, кераміці і зразках сортів картоплі. Тут можна побачити  фотографії бордових і рожевих бульб з Перу.
На другому поверсі відвідувачів музею знайомлять не тільки з історією появи картоплі фрі в Європі, але й рецептами його приготування і порадять, як зробити кращий фрі , різні типи соусів, які можна подавати з картоплею фрі.
У третій частині музею, в середньовічних підвалах будівлі в невеликому музейному кафе можна спробувати фрі і певну кількість типових бельгійських м'ясних страв, таких як м'ясні кульки і тушкована яловичина.